# ریش‌مرغ زرسبیل
ریش‌مرغ زرسبیل (نام علمی: Psilopogon chrysopogon)، یکی از گونه‌های ریش‌مرغان آسیایی و بومی مجمع‌الجزایر غربی مالایی است که در جنگل‌های پیشگام تا ارتفاع ۱٬۵۰۰ متر (۴٬۹۰۰ فوت) زندگی می‌کند. از سال ۲۰۰۴ به دلیل پراکندگی گسترده آن به عنوان کمترین نگرانی در فهرست سرخ آی‌یوسی‌ان ثبت شده‌است.
ریش‌مرغ زرسبیل از شبه جزیره مالایا تا سوماترا و بورنئو را دربر می‌گیرد، جایی که در جنگل‌های پهن‌برگ نمناک گرمسیری و نیمه‌گرمسیری و جنگل‌های کوهستانی زندگی می‌کند. همچنین در مزارع کاکائو و جنگل‌های رشد دوم دیده شده‌است اما در جنگل‌های همیشه سبز و باتلاقی نادر است.

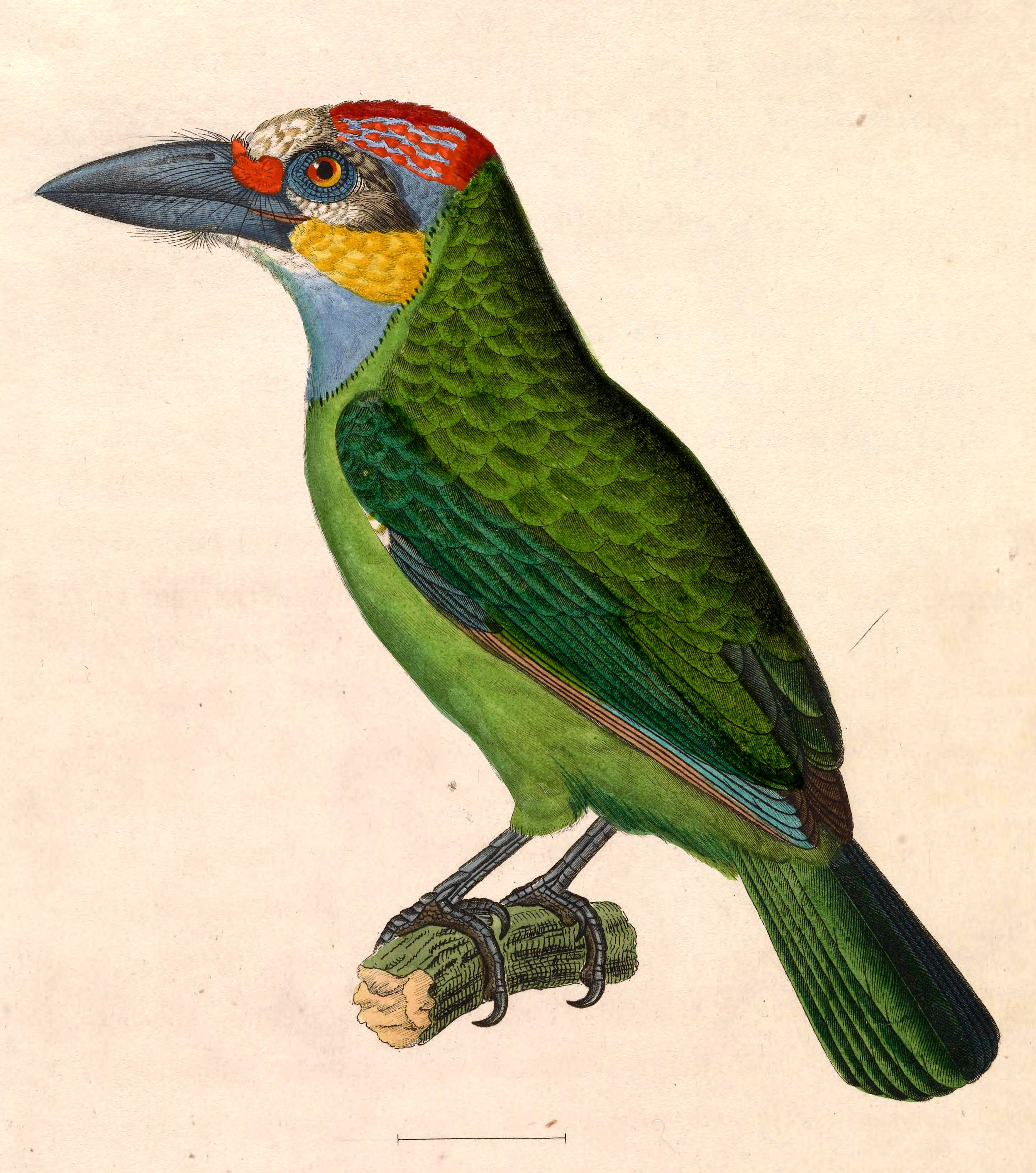